# Селиште (Долац)
Селиште је археолошки локалитет који се налази у месту Долац, на платоу на површини од око 9 хектара, са десне стране пута Долац – Дрсник у општини Клина. Овде су отркивени местимични налази средњовековне керамике, камених плоча и делова огњишта. Долац се помиње у изворима и то у повељама краља Милутина из 1282. и 1289. године и као седиште нахије у турском попису из 1455. године. Сматра се да су остаци насеља на овом локалитету били део средњовековне области Драшковина.